# Dadas, Maximus a Quinctilian
Svatí Dadas, Maximus a Quinctilian byli mučedníci zabiti asi roku 303 za vlády císaře Diocletiana ve městě Durostorum římské provincii Moesie (dnes v Bulharsku).

## Mučednictví
Tarquinius a Gabinius, kteří byli zástupci císaře ve městě Durostorum, uspořádali okázalou hostinu, které se zúčastnili nejen obyvatelé města ale i lidé z okolních vesnic.
Po slavnostech někdo císaři oznámil, že tři bratři, Dadas, Maximus a Quinctilianus, neuposlechli císařského nařízení a stáhli se do lesa Ozovia. Byli za nimi posláni vojáci, kteří chytili bratry při modlitbě a vedli je k soudu.
Místodržitelé vyslýchali bratry, kteří se přiznali jako křesťané. Tarquinius nabídl, že učiní svatého Maxima pohanským knězem Dia, ale světec označil Dia za odporného cizoložníka a znovu vyznal Pravého Boha.
Tarquinius se pokusil domluvit s Dadasem a Quinctilianem. Řekli, že jejich bratr se dobře vyzná v Písmu svatém a že ho budou ve všem následovat. Bratři byli odvedení do vězení. O půlnoci když spali se jim zjevil Ďábel. Když se bratři probudili, spatřili anděla který jim řekl „Neboj se, neboť Bůh, tvá naděje, tě přivádí k sobě. Není od tebe daleko a podrží tě."
Ráno Tarquinius bratrům řekl, že mu bohové ve snu zjevili svou vůli: pokud nepřinesou oběť, mají být usmrceni. Mučedníci odpověděli, že jim Bůh přikázal, aby pro Něj snášeli muka.
Mučení a výslechy pokračovaly několik dní od rána do večera. Nakonec odsoudili mučedníky k smrti, pod dozorem je vyvedli do lesa a sťali jim hlavy mečem.